# Andelsbach (Ablach)
Der Andelsbach, früher auch als der Andel und Andelnbach bezeichnet, ist ein 30 Kilometer langer Fluss im Landkreis Sigmaringen im südlichen Baden-Württemberg, der nach ungefährem Nordnordwestlauf bei Krauchenwies von rechts dem Donau-Zufluss Ablach zumündet.

## Name
Der Andelsbach wird 1236 erstmals als Andolfspach schriftlich erwähnt. Er leitet sich also von einem Personennamen ab.

## Geographie

### Verlauf
Die Quellbäche des Andelsbachs entspringen etwas nördlich von Glashütten und des Berges Höchsten (838 m ü. NN) in der Gemeinde Illmensee am Südrand des Waldgebietes Nachtweide. Der als Hauptlauf angesehene rechte Oberlauf Andelsbach entspringt hier auf etwa 801 m ü. NN, der etwas längere, jedoch einzugsgebietsärmere linke Seehaldengraben sogar auf etwa 816 m ü. NN. Beide laufen ungefähr nordnordwestlich durch den Wald und die anschließende Flur bis zum Ortsteil Illwangen, wo sie dann nach 1,8 km bzw. 2,1 km zusammenfließen. ⊙  Danach speist der Andelsbach auf 691,4 m ü. NN den 66 ha großen Illmensee, durchquert nach dem Austritt den namengebenden Hauptort der Gemeinde Illmensee und durchfließt bei Ruschweiler auf immer noch 691,2 m ü. NN den 22 ha großen Ruschweiler See.
Auf nun nordwestlichem Kurs überschreitet er nach dem letzten Weiler Gampenhof der Gemeinde die Stadtgemarkungsgrenze von Pfullendorf, fließt am Weiler Andelsbach am linken Ufer vorbei und durchquert dann den ersten Stadtteil Denkingen. Ehe er so Pfullendorf in weiterem Nordwestlauf selbst erreichen würde, knickt er in breiter Aue für drei Kilometer auf Nordlauf und passiert so die Kleinstadt im Nachbartal, deren östlichsten Teile bis auf den linken Hügelkamm reichen. In wieder nordnordwestlicher Richtung zieht er an den kollektiv Am Andelsbach genannten Einzelhäusern von Pfullendorf vorbei und fließt weiter zwischen Zell am Andelsbach am linken und Schwäblishausen am rechten Hangfuß hindurch.

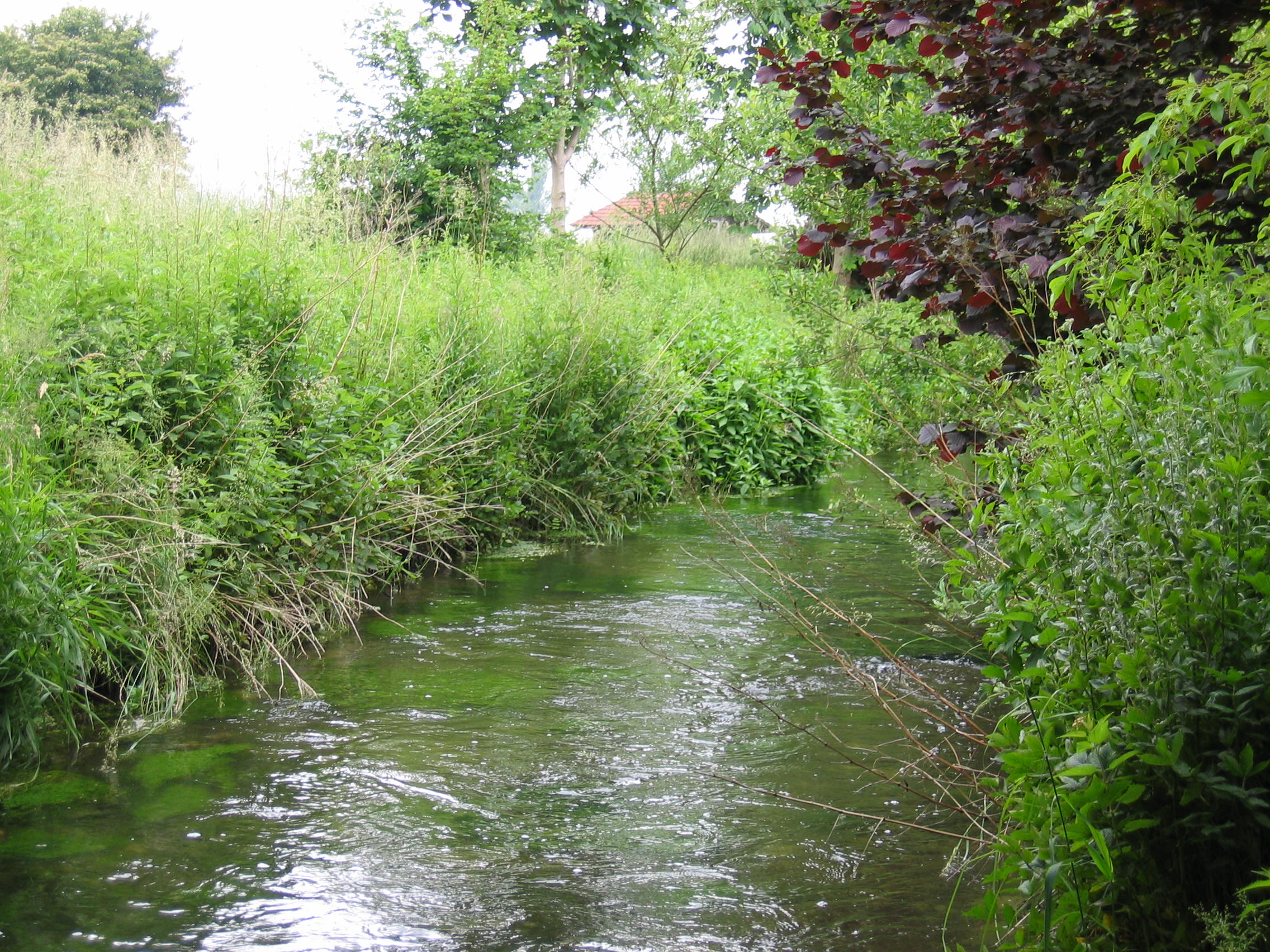
Andelsbach bei Hausen am Andelsbach

Hiernach erreicht der Bach die Gemarkung der Gemeinde Krauchenwies, dessen erster Talort Hausen am Andelsbach rechts bis ans Ufer reicht. Wenig darunter mündet nördlich des auf dem Anstieg zum Talsporn liegenden Ettisweiler, von links und Süden kommend, auf etwa 589 m ü. NN der Kehlbach, mit 16 Kilometern Länge und 55 Quadratkilometern Einzugsgebiet bedeutendster Nebenfluss. Auf seinem restlichen Lauf zieht der kleine Fluss nordwärts, erreicht so bald die Siedlungsgrenze von Krauchenwies selbst und fließt im Dorf am Schloss Krauchenwies vorbei durch den Schlosspark. Zwischen der Bahnbrücke der Ablachtalbahn und der Kläranlage des Ortes mündet der Andelsbach dann von rechts und Süden in die hier ostnordöstlich zur Donau laufende Ablach.

### Einzugsgebiet
Der Andelsbach entwässert 152 km² der eiszeitlich geprägten Moränenlandschaft rechts der oberen Donau in nordwestlicher Richtung zur Ablach. Sein Einzugsgebiet hat etwa die Gestalt eines rechtwinkligen Dreiecks, dessen Hypotenuse an der Nordostseite sich vom Nordgipfel des Höchsten südlich von Illwangen über 25 Kilometer weit bis zur Mündung bei Krauchenwies erstreckt. Von dort läuft dessen kurze westnordwestliche Kathete über 14 Kilometer weit bis in den Forstwald südwestlich von Rothenlachen über der Quelle des großen linken Zulaufs Kehlbach. Die größere Kathete von dort zurück zum Höchsten ist fast 21 km lang und läuft etwa südöstlich.
Unmittelbar angrenzende größere Einzugsgebiete sind – von der Nordspitze an im Gegenuhrzeigersinn aufgeführt – zunächst jenseits der westnordwestlichen Wasserscheide die der Ablach selbst und zwischendurch ihres Zuflusses Ringgenbach. Anschließend entwässern jenseits der südwestlichen Wasserscheide die Linzer Aach und dann ihr Zufluss Deggenhauser Aach zum Bodensee; auf diesem Abschnitt läuft also die Europäische Hauptwasserscheide zwischen Donau diesseits und Rhein jenseits auf der Grenzlinie. Diese folgt auch noch auf einem ersten kurzen Stück rechts des obersten Andelsbachs der Nordostseite bis etwa auf die Breite des Illmensees, hier ist die ebenfalls zum Bodensee fließende Rotach unmittelbarer Konkurrent. Auf dem längsten Teil dieser Seite des Einzugsgebietes bis fast zu dessen Nordspitze führt jedoch die Ostrach das hinter dem Tälerkamm niedergehende Wasser unmittelbar in die Donau.
Der höchste Punkt im Einzugsgebiet liegt auf der Nordkuppe des Höchsten auf 838 m ü. NN.

### Zuflüsse und Seen
Hierarchische Liste der Zuflüsse und  Seen von der Quelle zur Mündung, jeweils eingerückt unter dem aufnehmenden Gewässer und von dessen Ursprung zu dessen Mündung geordnet. Gewässerlänge, Seefläche und Einzugsgebiet und Höhe nach den entsprechenden Layern auf der Onlinekarte der LUBW. Andere Quellen für die Angaben sind vermerkt. Nur nicht eingeklammerte Benennungen von Gewässern sind deren Eigennamen.
Ursprung des Andelsbachs auf etwa 801 m ü. NN etwa 600 Meter nördlich des Wasserbehälters und des Funkturms auf der Nordkuppe des Höchsten 837,8 m ü. NN im zum Ortsteil Illwangen von Illmensee gehörenden Zinken Glashütten. Der Bach fließt zunächst nordwärts in den Wald Nachtweide ein.
- (Waldhangbach), von links und Süden auf etwa 750 m ü. NN am ersten querenden Waldweg in der Nachtweide, ca. 0,4 km[10] und ca. 0,1 km².[11] Entsteht auf etwa 795 m ü. NN am Südrand der Nachtweide unweit der Hauptquelle. Ab etwa hier Nordnordwestlauf.
- (Waldhangbach), von rechts und Nordosten auf etwa 748 m ü. NN wenig nach dem vorigen, 0,4 km und ca. 0,1 km².[11] Entsteht auf etwa 760 m ü. NN eben noch auf der Waldgemarkung des Weilers Höhreute der Gemeinde Wilhelmsdorf im Nachbarkreis Ravensburg.
- Sacker Graben, von rechts und Osten auf etwa 727 m ü. NN in einem kurzen Muldenwäldchen nach dem Austritt in die Flur, 0,5 km und ca. 0,2 km²[11] Entsteht auf etwa 762 m ü. NN westlich des zu Höhreute gehörenden Einzelhauses Sack am Nordrand der Nachtweide.
- Seehaldengraben, von links und Süden auf etwa 712 m ü. NN nach Unterqueren der dortigen Höchstenstraße (K 8249) am Rand von Illingen ⊙, 2,1 km und ca. 1,1 km².[11] (Der Namensast ist hier 1,8 km lang und hat ein kaum größeres Einzugsgebiet von ca. 1,2 km².[11]) Entsteht auf etwa 816 m ü. NN östlich des Putscherhauses, keine 400 Meter südwestlich des Hauptlaufursprungs.
  - (Klingenbach), von links und Südsüdwesten auf unter 770 m ü. NN im Illwanger Wald, 0,6 km und ca. 0,2 km².[11] Entsteht auf etwa 817 m ü. NN nördlich des Putscherhauses.
- Heidenöschgraben, von rechts und Osten auf etwa 708 m ü. NN im nördlichen Illwangen, ca. 0,9 km[10] und ca. 0,3 km².[11] Entsteht auf um 765 m ü. NN in zwei Ästen als Raingraben unter der Höhreutener Kuppe Greut (ca. 780 m ü. NN).
- Schulterbachgraben, von rechts und Osten auf etwa 702 m ü. NN zwischen Illwangen und der Lorettokapelle bei Mariahof, ca. 0,7 km[10] und ca. 0,3 km².[11] Entsteht auf etwa 760 m ü. NN nördlich des Wasserreservoirs am Hang
- Mariahofgraben, von rechts
- Haldengraben, von rechts und Nordosten auf etwa 695 m ü. NN zwischen Marienhof und dem folgenden See, ca. 0,8 km[10] und ca. 0,3 km².[11] Entsteht auf etwa 765 m ü. NN nahe dem Birkhofer Wäldle. Etwa an diesem Zulauf gehen vom Andelsbach zwei bis zu 400 Meter lange linke Nebenläufe ab, die ebenfalls in den folgenden See münden.
- Durchfließt auf 691,4 m ü. NN[12] den Illmensee beim Hauptort Illmensee der Gemeinde, 66,2 ha. In die Westbucht des Sees zwischen Reute im Süden und dem Ort Illmensee selbst im Norden münden zwei bis zu 0,6 km[10] lange Entwässerungsgräben aus dem Gewann Ob Ried.
- Seewiesengraben, von links am Südrand von Illmensee.
- (Entwässerungsgräben aus dem Ried), von rechts und links nördlich von Illmensee, bis zu 0,8 km.[10]
- Durchfließt auf 691,2 m ü. NN[12] den Ruschweiler See am Südrand von Ruschweiler, 22,1 ha. Danach Westlauf.
- Öschlegraben, von links und Süden wenig nach dem Austritt aus dem vorigen, 1,3 km und ca. 1,0 km².[10] Entsteht auf etwa 695 m ü. NN in einer feuchten Mulde südwestlich des Illmenseer Gewerbegebietes.
  -  Durchfließt auf 691,1 m ü. NN[12] den Volzer See wenige Schritte vor der Mündung, 4,3 ha.
- Krumbach, von links und Südosten auf über 690 m ü. NN zwischen Illmensee und dem Weiler Gampenhof von Ruschenweiler am Westrand des Volzer Hölzles, 4,7 km und 3,3 km².Entsteht auf etwa 779 m ü. NN nordwestlich von Lichtenegg noch vor dem Wald.
- Hungerberggraben, von rechts und Nordosten auf knapp 690 m ü. NN beim Gampenhof, 2,0 km[13] und 1,9 km². Entsteht auf etwa 735 m ü. NN nördlich eines großen Einzelhofes an der Ruschweiler Sturmbergstraße. Zumeist Raingraben.
  -  Entwässert auf unter 720 m ü. NN einen Kleinteich in einem kurzen Muldenwald westlich des Hungerbergs, unter 0,1 ha. In der Folge ungefähr Nordwestlauf. Ab etwa hier reicht die Denkinger Gemarkung der Stadt Pfullendorf ans linke Ufer, nach etwas über zweieinhalb Kilometern fließt der Andelsbach in diese Gemarkung ein.
- In rund 400 Metern Entfernung vom Lauf liegen die zwei Kiesweiher Denkinger Seen am Südostrand von Denkingen auf unter 675 m ü. NN in einer 19 ha großen ehemaligen Kiesgrube in den Kreuzäckern, die heute unter Naturschutz steht,[14] zusammen 1,1 ha.
- (Zulauf des gewässerlosen Malaientals), von links und Süden auf Höhe von Denkendorf, etwa 2,0 km.[15] Durchs Malaiental tritt die L 201 ins Andelsbachtal.
Laufknick nach Norden, auf unter 645 m ü. NN gut 2 km nach dem vorigen. Kurz danach steigt die L 201 über die linke Randhöhe aus dem Tal.
- Mistbärengraben, von links und Südsüdwesten auf etwa 636 m ü. NN im Pfullendorfer Unterried einen Viertelskilometer nach der Unterquerung des Damms der Bahnstrecke Altshausen–Pfullendorf, 1,8 km und 2,6 km². Entsteht auf etwa 643 m ü. NN nahe am linken Hangfuß in den hier sehr weiten Aue des Andelsbachs.
- Hardgraben, von rechts und Osten auf etwa 632 m ü. NN in den Oberen Riedwiesen an der Pfullendorfer Kunstmühle, 2,3 km und 8,2 km². Entsteht auf etwa 641 m ü. NN im Hart vor dem Hangwald Spitz und entwässert im Süden auf 136 ha unter Schutz gestellte Versumpfungsmoor Taubenried,[16] das zum größeren Teil auf der Gemarkung der östlichen Pfullendorfer Nachbargemeinde Ostrach liegt.
- Harbach, von rechts und Nordosten auf etwa 630 m ü. NN in den Oberen Riedwiesen an der Pfullendorfer Bleiche, 1,9 km und 5,0 km². Entsteht auf unter 640 m ü. NN in der Nordostspitze Riedle des Naturschutzgebietes Taubenried im beginnenden Wald. Entwässert im Norden das Taubenried. Nach dieser Mündung fließt der Andelsbach kurz westlich und wird dabei von der Brücke der Landesstraße Pfullendorf–Ostrach (L 194) überspannt.
- → (Abgang des Kanals zur Laubsmühle), nach links auf unter 628 m ü. NN am Pfullendorfer Riedhof. Der Andelsbach läuft ab hier sehr gerade etwa nordnordwestlich durch die Pfullendorfer Mittleren und Unteren Riedwiesen.
- ← (Rücklauf des Kanals zur Laubsmühle), von links auf etwa 621 m ü. NN bei dieser und wenig vor der Brücke der Landesstraße von Pfullingen nach Mengen (L 268), 1,4 km.
- Mittlerer Riedwiesengraben, von rechts
- Speist auf etwa 614 – 610 m ü. NN eine Kette von über einem Dutzend Kleinweihern rechts am Lauf im Zeller Oberried, alle teils knapp unter 0,1 ha.
- Mottschießer Graben, von rechts und Südosten auf etwa 605 m ü. NN beim Pfullendorfer Dorf Zell am Andelsbach, 4,4 km und 4,8 km². Entsteht auf etwa 645 m ü. NN an einem Waldwegkreuz im Alten Hau südöstlich des Pfullendorfer Dorfes Mottschieß. Wenig später quert der Andelsbach die Stadtgrenze zur Gemeinde Krauchenwies.
- Höllgraben, von rechts auf etwa 598 m ü. NN aus dem Dorf Hausen am Andelsbach, 4,0 km und ca. 3,9 km².[11]
- → (Kanalabgang), nach rechts kurz nach dem vorigen auf etwa 597 m ü. NN am Sportplatz von Hausen.
- ← (Kanalrücklauf), von rechts auf knapp 595 m ü. NN am Nordende von Hausen, 0,7 km. Auf der von Kanal und Bach gebildeten Insel und rechts der unteren Kanals liegen rund drei Dutzend Kleinbecken, zusammen unter 1 ha.

- Waldgraben, von links
- Sennebach, von rechts

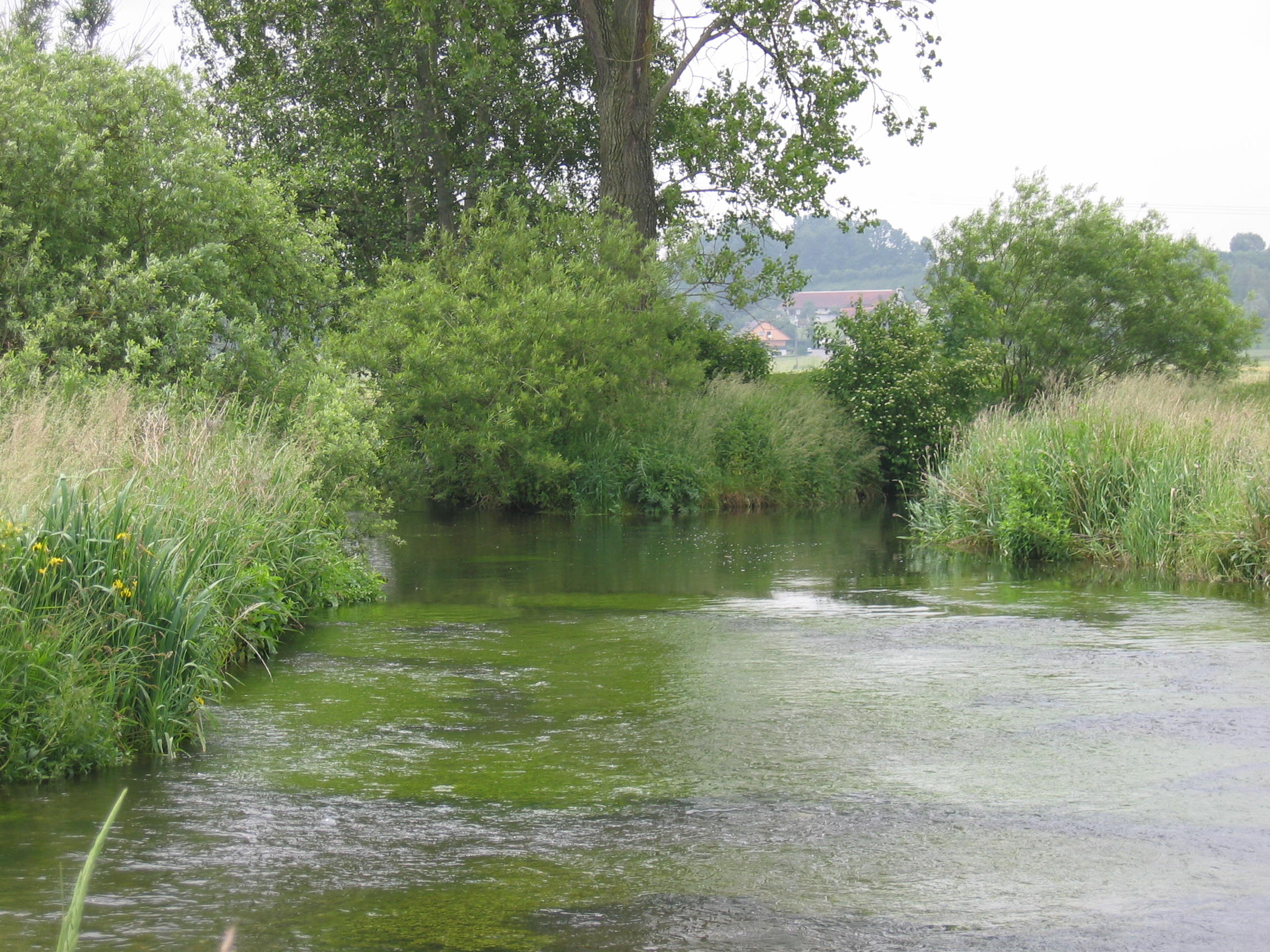
Zusammenfluss von Andelsbach (links) und Kehlbach (rechts)

- Kehlbach, von links und Süden auf etwa 589 m ü. NN zwischen den Dörfern Bittelschieß und Krauchenwies der Gemeinde Krauchenwies am Fuß eines Steinbruchs, 16,0 km und 55,2 km².[17] Entsteht auf etwa 669 m ü. NN südwestlich des Dorfes Rothenlachen der Gemeinde Wald.
Nach diesem größten Zulauf bald Nordnordostlauf
    Zuflüsse im Artikel
- Zaunhölzlegraben, von rechts
- Schwarzer Graben, von rechts und Südsüdwesten auf etwa 582 m ü. NN in Krauchenwies vor der Brücke des Industriegleises, 1,8 km und ca. 1,0 km².[11] Entspringt auf etwa 600 m ü. NN dem Antonsbrunnen wenig nördlich von Hausen am bewaldeten rechten Talhang und läuft sehr bald als Auengraben.
- Steinertgraben, von rechts nach der Brücke des Industriegleises in Krauchenwies
- Dorfbach, von rechts und Osten auf etwa 582 m ü. NN am Beginn des Schlossparks in Krauchenwies, 1,9 km und ca. 4,1 km².[11] Entsteht auf etwa 618 m ü. NN neben der L 286 aus Ostrach nach deren Waldaustritt.
- Speist auf knapp 580 m ü. NN einen Weiher im Schlosspark, 1,0 ha.

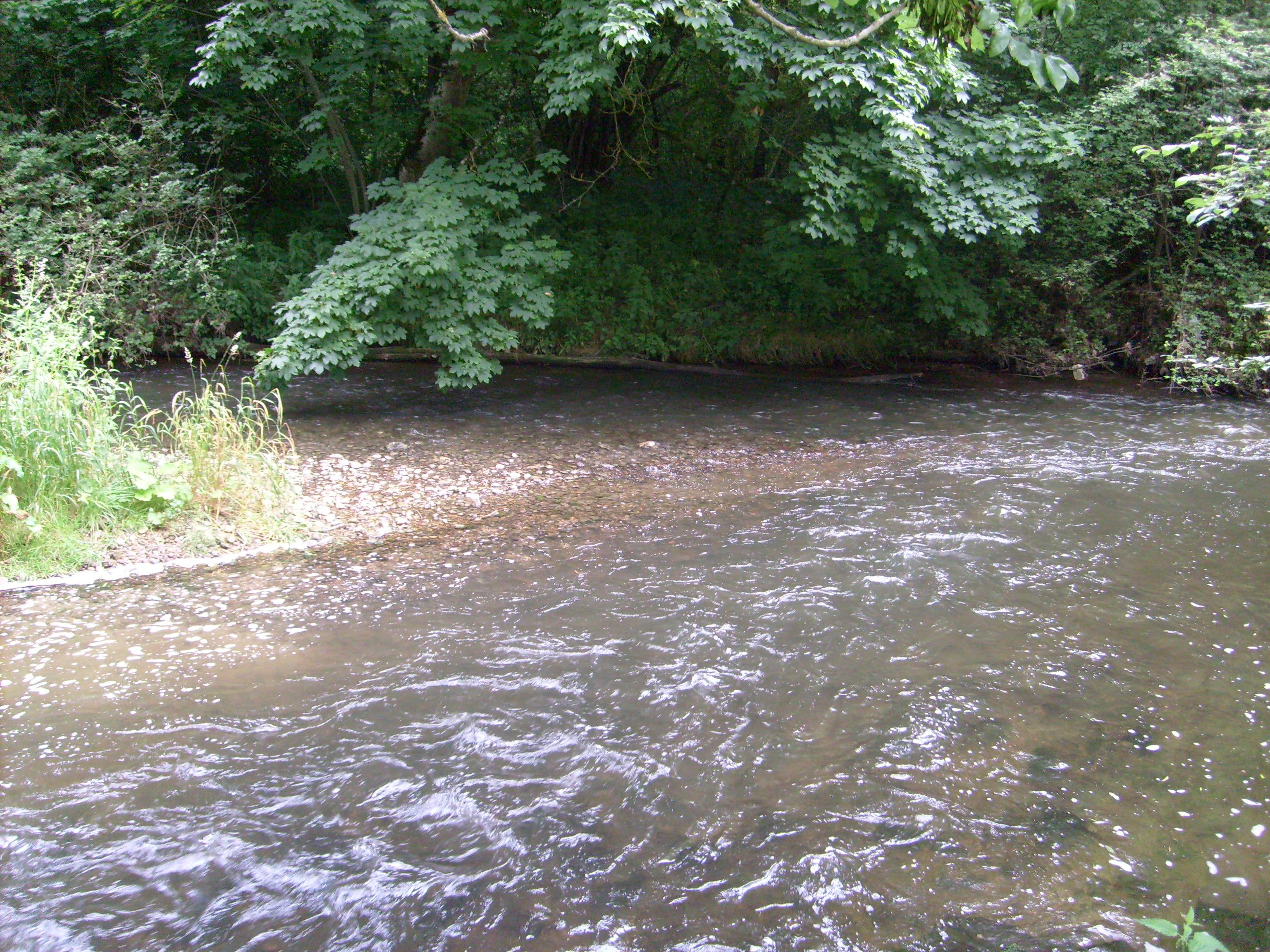
Mündung des Andelsbachs (vorne) in die Ablach (hinten)

Mündung des Andelsbachs von rechts und Südsüdosten auf etwa 578 m ü. NN nach dem Schlosspark bei der Kläranlage von Krauchenwies in die Ablach. Der Bach ist hier ab seiner rechten Oberlaufquelle 29,7 km lang und hat ein Einzugsgebiet von 152,4 km² hinter sich.

## Umwelt

### Wasserqualität
Am 2. Mai 2008 wurde für Fische im Andelsbach eine Verzehrwarnung durch das Landratsamt Sigmaringen, Fachbereich Verbraucherschutz und Veterinärwesen, ausgesprochen. Das Chemische- und Veterinäruntersuchungsamt in Freiburg beanstandete die hohe Konzentration von Malachitgrün in den Untersuchungsproben. Am 26. Januar 2009 wurden erneut Fische aus dem Andelsbach im Bereich der Gemeinde Krauchenwies entnommen und untersucht. Diese Fische sind laut Befund vom 9. Februar 2009 bezüglich Malachitgrün nicht zu beanstanden. Auf Grund dieser Untersuchungsergebnisse konnte die Verzehrwarnung aufgehoben werden.

## Geschichte
Der Burgstall Bittelschieß wurde auf dem Gewann „Burgstall“, das sich in den so genannten Vorderen und Hinteren Burgstall teilt, einer Anhöhe neben der heutigen Landesstraße 456 von Krauchenwies nach Pfullendorf, durch archäologische Ausgrabungen nachgewiesen. Die Burg lag oberhalb der heutigen Knaus-Mühle, die ein mittelalterliches Vorwerk hatte, und unweit eines keltischen Ringwalles in der Nordostecke des Gewanns Burgstall an der Ortsverbindungsstraße nach Ablach. Der Gewann „Burgstall“ erhebt sich zwischen 600 und 660 Meter über Normalnull linksseitig und oberhalb des Zusammenflusses von Kehlbach und Andelsbach. Die Anhöhe ist die Kiesablagerung des mittleren Rheingletschergebietes. Rechtsseitig des Andelsbaches befindet sich in der Südwestecke des Gewanns „Schlossbühl“ eine weitere keltische Ringwallanlage.